# Hans Knapp (Heimatforscher)
Hans Knapp (* 5. September 1910 in Viernheim; † 17. Oktober 2006 ebenda) war ein Heimatforscher.
Nach dem Abitur an der Bensheimer Aufbauschule 1930 absolvierte er bis 1932 die Lehrerausbildung am Pädagogischen Institut Mainz, es folgten Tätigkeiten als Aushilfslehrer und ab 1936 eine Festanstellung in Worms. Nach Einsätzen als Soldat in Russland und Rumänien (1940–45) kehrte er zu seiner nach Viernheim geflüchteten Familie zurück und trat 1947 wieder in den Schuldienst ein, zunächst an der Schillerschule, bis zu seiner Pensionierung 1971 dann an der Friedrich-Fröbel-Schule.
Über Nebentätigkeiten als Lokalberichterstatter (1950–70) für den Mannheimer Morgen und die Viernheimer Volkszeitung widmete sich Knapp zunehmend der Viernheimer Ortsgeschichte, ab 1970 dann in unregelmäßigen, später wöchentlichen Beiträgen für das Viernheimer Tageblatt.
Während dieser Zeit entstanden im Selbstverlag mehrere Heimatbücher:
- Wie gered't sou gebabblt – Viernheimer Wörterbuch (1972, Neuauflage 1985)
- Reißt euch los vom Tyrannenlande – Viernheimer Auswandererbuch (1975)
- Vom Kurpfalzdorf zur Hessenstadt – Viernheimer Geschehen aus den letzten 400 Jahren (1987)
- Viernheimer Geschichten – Eine ortshistorische Blütenlese mit Randnotizen zum Weltgeschehen (1990)
- Illustriertes Lesebuch – Episoden und Portraits (1999)

Für viele Festschriften und Jubiläumsbroschüren von Vereinen, städtischen Einrichtungen und anderen Organisationen lieferte er historische Beiträge; so hatte er beispielsweise die Schriftführung des offiziellen Jubiläumsbuches Zwölfhundert Jahre Viernheim (1977) inne.
Für sein heimatforscherisches Engagement erhielt Hans Knapp 1974 das Bundesverdienstkreuz I. Klasse, später die Ehrenmedaille in Gold und den Ehrenring der Stadt Viernheim.